# بيفل أيسنر
بيفل أيسنر (بالتشيكية: Pavel Eisner)‏ هو صحفي ومترجم وكاتب وشاعر تشيكي، ولد في 16 يناير 1889 في براغ في التشيك، وتوفي بنفس المكان في 8 يوليو 1958.